# Astronesthes lupina
Astronesthes lupina és una espècie de peix de la família dels estòmids i de l'ordre dels estomiformes.

## Hàbitat
És un peix marí i d'aigües temperades.

## Distribució geogràfica
És un endemisme d'Austràlia.